# Blauwkaporganist
De blauwkaporganist (Chlorophonia elegantissima synoniem: Euphonia elegantissima) is een zangvogel uit de familie Fringillidae (vinkachtigen).

## Verspreiding en leefgebied
Deze soort telt drie ondersoorten:
- C. e. rileyi: noordwestelijk Mexico.
- C. e. elegantissima: van centraal Mexico tot Honduras.
- C. e. vincens: zuidwestelijk Nicaragua tot westelijk Panama.